# Smörte
Smörte, po cha eller suucha, framställs i regel av svart te och är en vanlig dryck i Tibet, varför det ibland kallas tibetanskt smörte.  Det är också vanligt i västligaste delen av Kina, i hela Himalaja-regionen med Nepal, Bhutan, Sikkim och norra delarna av Indien. Det görs traditionellt på teblad av pu-erhte, jaksmör, vatten och salt och ses som en del av den tibetanska basfödan.
På de höga höjderna i Himalaja ger drycken den näring människor behöver. Det är också förmodligen i detta område där bruket av smörte uppstått. Smörteet sägs låta kroppen bibehålla värmen, medan det ger styrka och håller matsmältningssystemet i gång. Teet är en viktig källa till C-vitamin och flera andra viktiga näringsämnen. Basen i den tibetanska matkulturen har varit tsampa, rostat kornmjöl som blandas med smörteet och äts till frukost eller som mellanmål ute på bete med jakarna. Jaken är också en viktig bas i tibetansk matkultur, inne i Tibet. Så är det fortfarande även om kon blivit allt viktigare eftersom mejeriprodukter från kor är billigare och lättare att få tag på. Därför är det numera vanligt att smörteet innehåller komjölk istället för jakmjölk.
Det är inte ovanligt att även jak-ost tillförs när tsampan med smörteet ska ätas. 
Smörte brukar vara det första en besökare hemma hos en tibetansk familj bjuds på. Ett vanligt omdöme är att det smakar "nästan som buljong".

## Namnvarianter
Smörte heter po cha på tibetanska och bod ja i translitterering wylie, "tibetanskt te", men även cha süma, tibetanska ཇ་སྲུབ་མ och wylie ja srub ma, "kärnat te". På kinesiska heter det sūyóuchá (酥油茶). I Ladakh-regionen kallas smörte gur gur.

## Historik
Bruket av smörte daterar sig ända tillbaka till 800-talet och Tangdynastin. Emellertid dröjde det ända till 1400-talet innan bruket spridit sig på allvar, under Phagmodrupa-dynasin (1350-talet till tidigt 1800-tal).

## Tillagning
Det bästa teet erhålls genom att ha tebladen en halv dag i kokande vatten, så att teet får en mörkbrun färg. Därefter skummas teet och hälls i en smörkärna med färskt jaksmör och salt och skakas därefter om. Det ger en lilaaktig färg och konsistensen hos en stuvning eller tjock olja. Därefter hälls drycken på kanna eller i burkar.
En annan metod är att koka vatten och tillsätta några nypor av teblad och låta bryggningen pågå tills drycken blivit nästan svart. Därefter tillsätts salt och blandningen silas genom ett durkslag ner i en smörkärna. Smöret tillsätts och blandningen kärnas tills teet fått rätt konsistens. Teet hälls sedan i kopparkittel som får stå på glödpanna, för att hålla teet varmt. Om ingen smörkärna finns tillgänglig kan blandningen istället hällas i en träskål och ges en snabb omrörning.
När de rätta ingredienserna inte finns att tillgå görs fattigmans smörte görs med tepåsar och den typ av smör som går att få tag i. Drycken hälls i en mixer för att göras klar.
Att tillaga te genom kokning på detta sätt har emellertid också rönt ris bland kokboksförfattarna:  
| ”                         | Att koka thébladen är avskyvärdt och borde egentligen vara i lag förbjudet, såsom nästan ett attentat mot mensklighetens välbefinnande. | „ |
| – Mathilda Langlet (1884) | |   |

## Bildgalleri

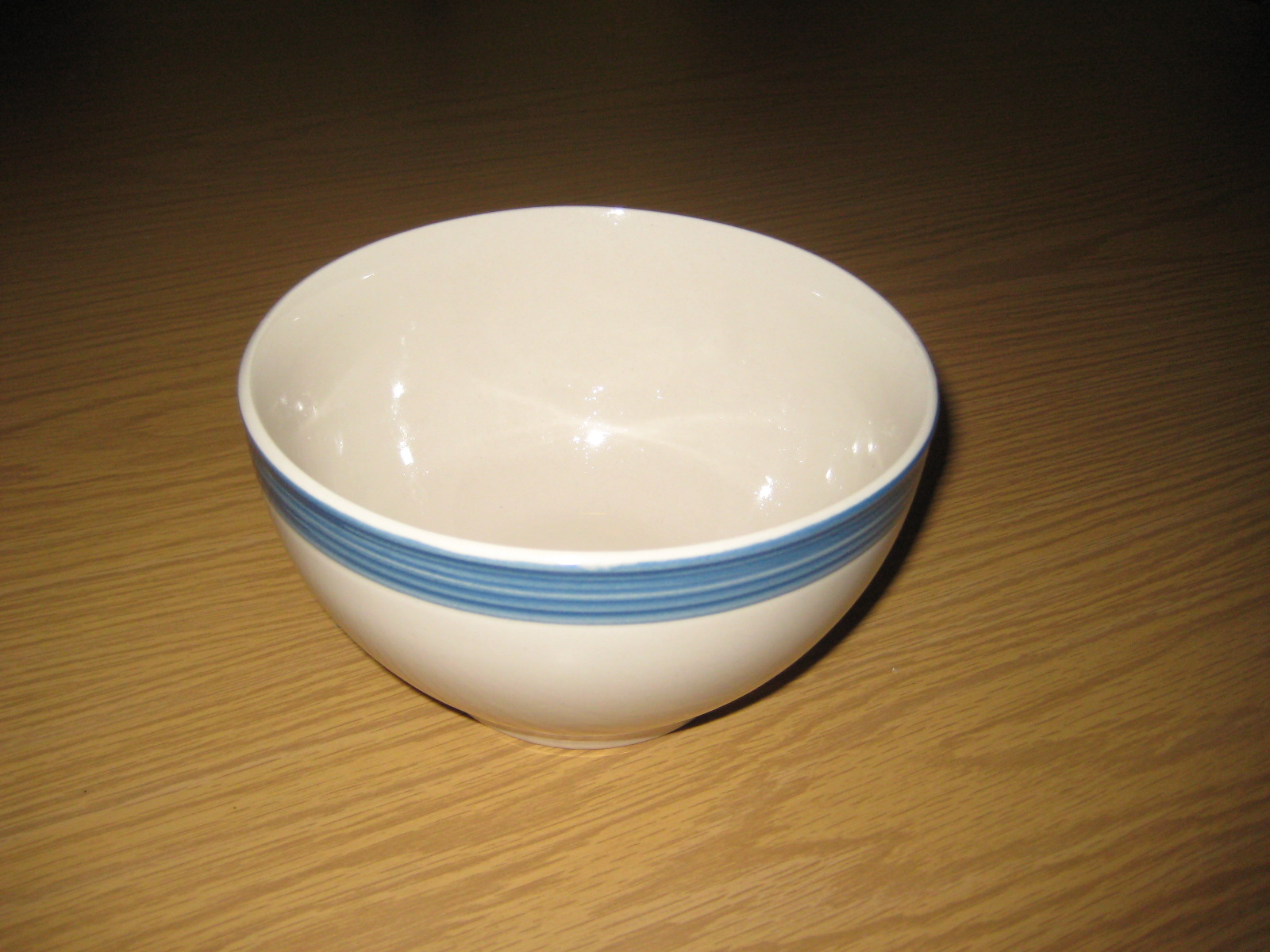
En enkel piyāla, för tedrickande.
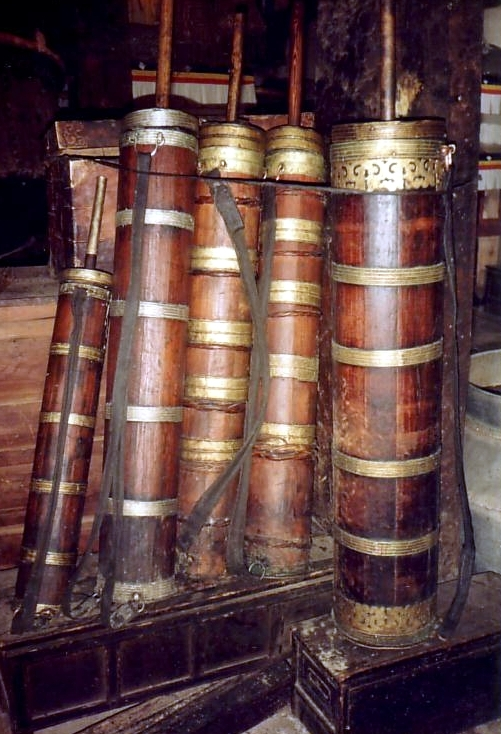
Smörkärnor för att göra smörte, vid Seraklostret i Lhasa.
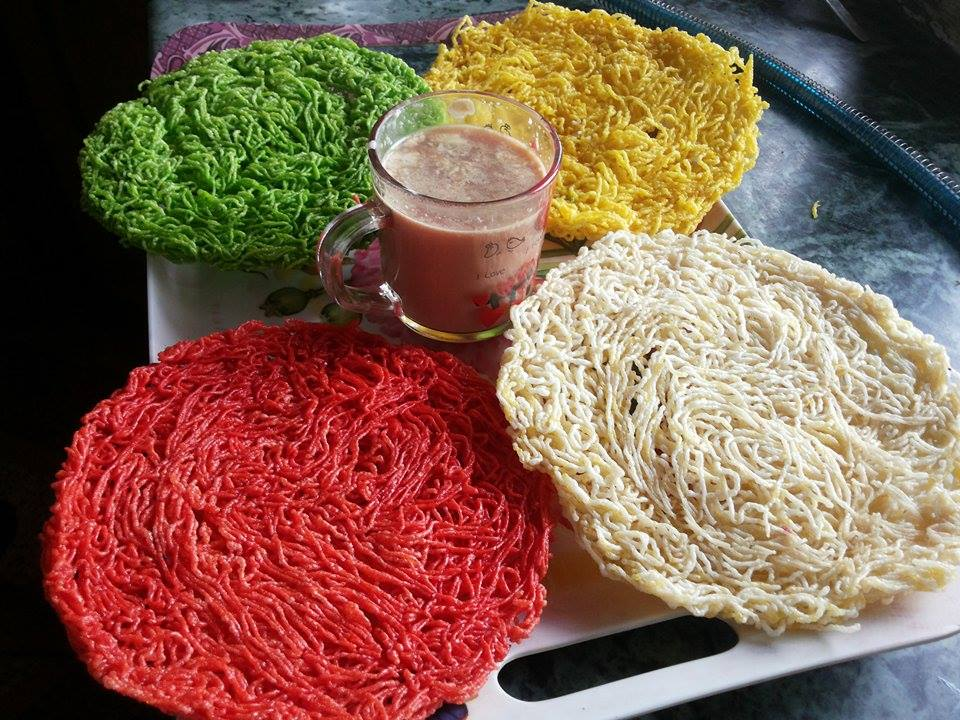
Jhilinga med smörte.
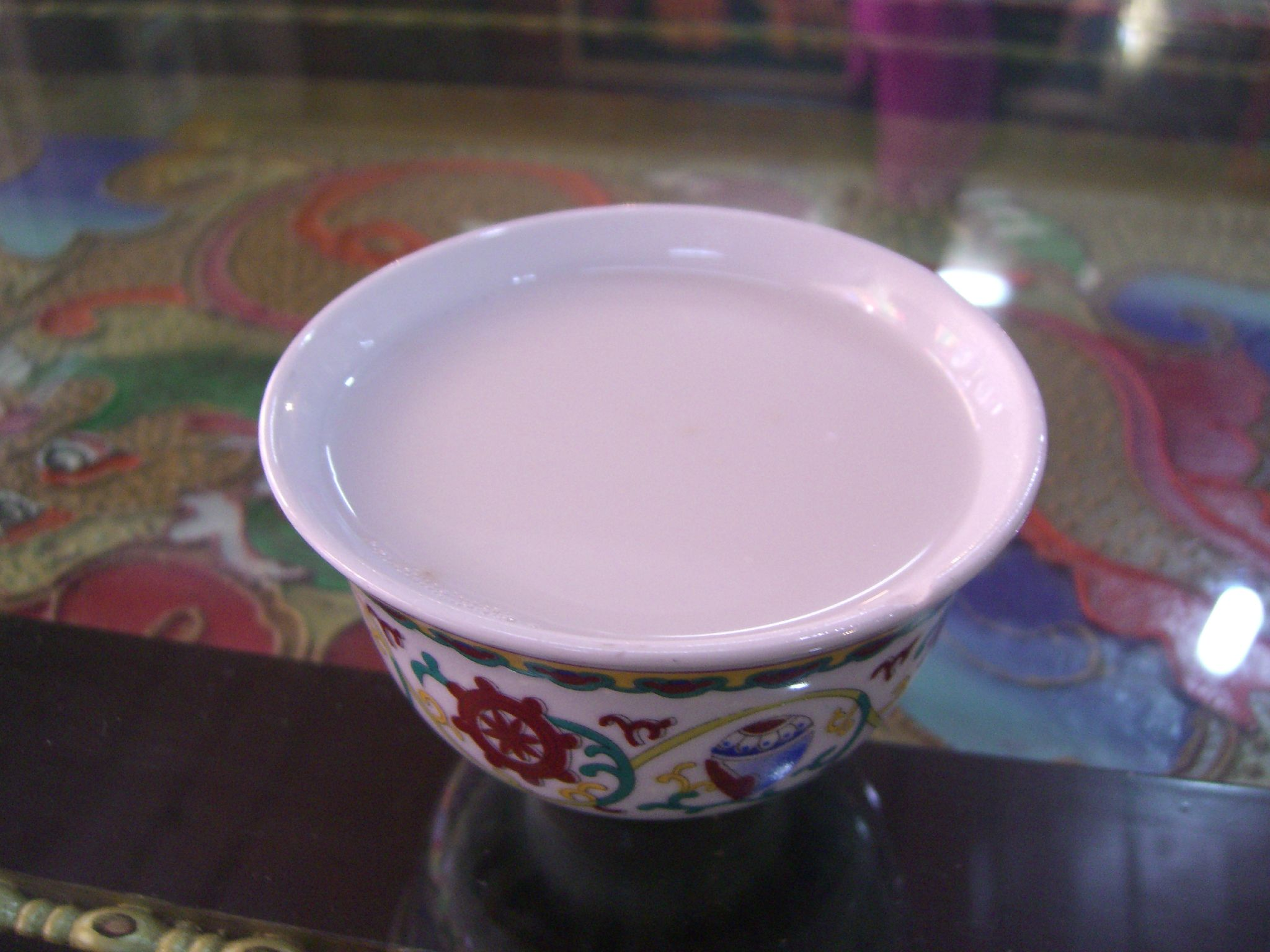
Smörte i byn Shuzheng.
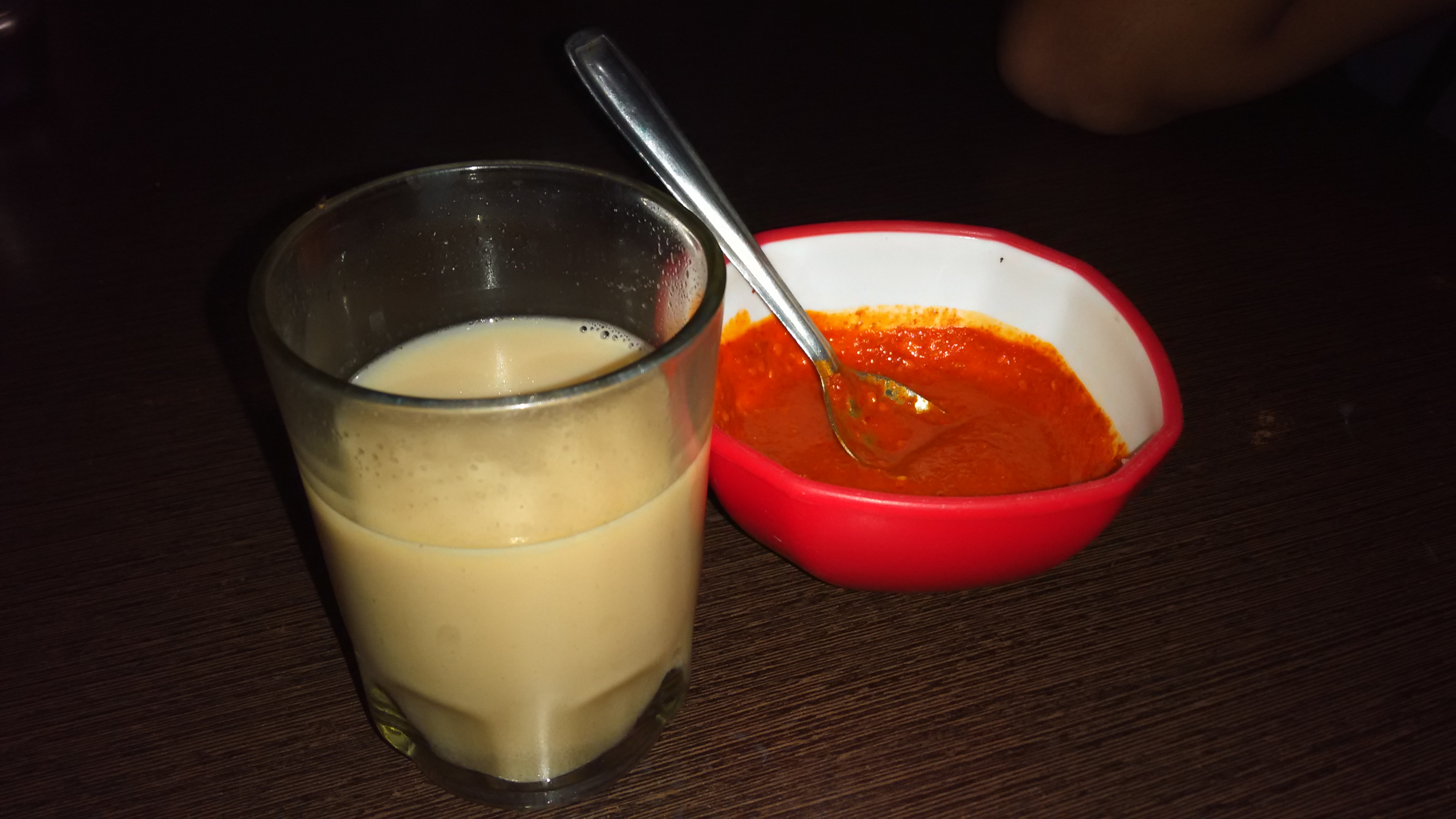
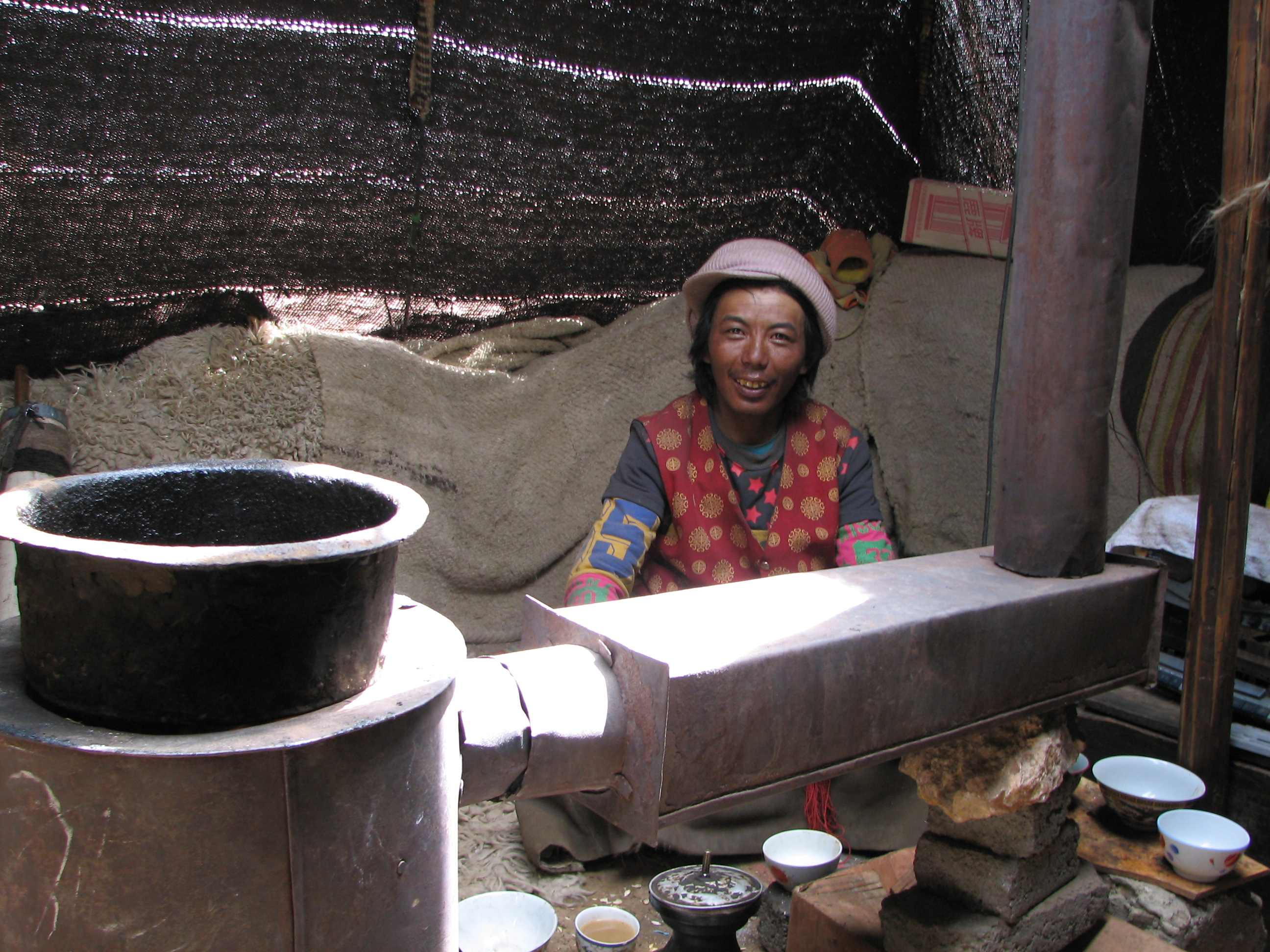
En tibetansk nomad bjuder in till te.